# چیاباتا
چاباتا (انگلیسی: Ciabatta) یک نان سفید در آشپزی ایتالیایی است که در سال ۱۹۸۲ توسط یک نانوا در شهر آدریا در استان روویگو در ایتالیا در رقابت با نان باگت فرانسوی به وجود آمده است.
در زبان ایتالیایی چاباته به معنی دمپایی و علت نام گذاری نان چاباتا شباهت آن به دمپایی آشپزها میباشد.